# Хмельник (гмина, Жешувский повет)
Хмельник (пол. Chmielnik) — сельская гмина (волость) в Польше, входит как административная единица в Жешувский повет, Подкарпатское воеводство. Население — 6354 человека (на 2004 год).

## Демография
| Перепись                       | Всего   | Всего | Женщины | Женщины | Мужчины | Мужчины |
| ------------------------------ | ------- | ----- | ------- | ------- | ------- | ------- |
| Единицы                        | человек | %     | человек | %       | человек | %       |
| Население                      | 6354    | 100   | 3178    | 50      | 3176    | 50      |
| Плотность населения (чел./км²) | 120,2   | 120,2 | 60,1    | 60,1    | 60,1    | 60,1    |

## Сельские округа
1. Блендова-Тычиньска
2. Борувки
3. Хмельник
4. Воля-Рафаловска
5. Забратувка

## Соседние гмины
1. Гмина Хыжне
2. Гмина Красне
3. Гмина Ланьцут
4. Гмина Маркова
5. Гмина Тычин